# Gilles Baudry
Gilles Baudry (* 27. dubna 1948 Saint Philbert de Grand-Lieu, Loire-Atlantique) je bretonský básník. Je mnichem v klášteře Abbaye de Landévennec.

## Dílo
- L’orée, Éditions L’enfance des arbres, Hennebont 2018, pastels de Nathalie Fréour.
- Un silence de verdure, Éditions L’enfance des arbres, 2017, dessins de Nathalie Fréour.
- Les questions innocentes, L'Oeilébloui, 2007, illustration de l'auteur.
- Rostellec. Requiem sous un ciel de traîne, Éditions Trez Rouz, s. l. 2016 (avec photographies de Guy Malbosc)
- Abbaye Saint-Guénolé de Landevennec, Naissance du blanc, Éditions CRER, 2016, pastels de Nathalie Fréour
- L’aile du jour, Rougerie, Mortemart 2016
- Silence et Solitude ont même tessiture, édition Thamé (ouvrage d'art avec des encres de chine de Marie Hélène Lorcy) 2013
- Le bruissement des arbres dans les pages, Rougerie, Mortemart 2013
- Demeure le veilleur, Ad Solem, Paris 2013
- Brocéliande, collaboration Pierre Denic (peintures) / Gilles Baudry (textes), Liv'Éditions 2011 (à la suite d'une exposition au Fort de Sainte Marine en 2009)
- Sous le signe d'Hélène Cadou, collectif éditions du Traict, 2010
- Instants de préface, Rougerie, Mortemart 2009
- Nulle autre lampe que la voix, Rougerie, Mortemart 2006
- Versants du secret, Rougerie, Mortemart 2002
- Un jour déjà lointain, Éd. Double Cloche, 2001 (ouvrage d’art, collages de Yves Piquet)
- Présent intérieur, Rougerie, Mortemart 1998
- Invisible ordinaire, Rougerie, Mortemart 1998
- L’or d'être seul, Amis de Hors jeu éd., Épinal 1997 (Épinal : Impr. Aymard), coll. Vers la lumière 1
- Prier à Notre-Dame avec Claudel, essai, Éd. DDB, 1994
- La porte des mots, aphorismes, Rougerie, Mortemart 1992
- La seconde lumière, Rougerie, Mortemart 1990
- Jusqu'où meurt un point d'orgue ?, Rougerie, Mortemart 1987
- Il a neigé tant de silence, Rougerie, Mortemart 1985 (prix Antonin-Artaud)
- Syllabe par syllabe: poèmes, dans : G.-H. Baudry, Cosmos et poésie : essai sur Teilhard de Chardin, Chez l’auteur, Lille 1976 (Cahiers teilhardiens 4).
- La trame de la vie, Éd. Traces, 1972